# Mallobathra illustris
Mallobathra illustris är en fjärilsart som beskrevs av Alfred Philpott 1917. Mallobathra illustris ingår i släktet Mallobathra och familjen säckspinnare. Inga underarter finns listade i Catalogue of Life.